# Список населённых пунктов Островского района Псковской области

## Городские населённые пункты
- Город Остров —  29437 человек (XII. 2000 г.)[1], 21668 человек (X. 2010 г.)[2], 20957 человек (I. 2012 г.)[3] —  городское поселение «Остров».

## Сельские населённые пункты
Ниже представлен сортируемый (по столбцам) список сельских населённых пунктов Островского района Псковской области, распределённых по муниципальным образованиям (волостям) с оценками численности населения сельских населённых пунктов на конец 2000 года и по переписи населения 2002 года.
В Воронцовской волости 1 село Воронцово, остальное деревни. В других волостях сельские населённые пункты являются деревнями.
| #   | #   | населённый пункт     | 2000 г., чел. | 2002 г., чел. | волость              | бывшая волость (1995—2010)          | бывшая волость (2011—2015) |
| --- | --- | -------------------- | ------------- | ------------- | -------------------- | ----------------------------------- | -------------------------- |
| 1   | 1   | Ан-Губа              | 11            | 7             | Бережанская волость  | Рубиловская волость (д. Дубки)      | Бережанская волость        |
| 2   | 2   | Анисимово            | 10            | 8             | Бережанская волость  | Рубиловская волость (д. Дубки)      | Бережанская волость        |
| 3   | 3   | Антуши               | 4             | 1             | Бережанская волость  | Рубиловская волость (д. Дубки)      | Бережанская волость        |
| 4   | 4   | Апанькино            | 5             | 7             | Бережанская волость  | Рубиловская волость (д. Дубки)      | Бережанская волость        |
| 5   | 5   | Баслаки              | 5             | 0             | Бережанская волость  | Калининская волость (д. Рубилово)   | Бережанская волость        |
| 6   | 6   | Бередники            | 14            | 15            | Бережанская волость  | Бережанская волость                 | Бережанская волость        |
| 7   | 7   | Берёзка              | 20            | 19            | Бережанская волость  | Бережанская волость                 | Бережанская волость        |
| 8   | 8   | Бобыли               | 0             | 0             | Бережанская волость  | Бережанская волость                 | Бережанская волость        |
| 9   | 9   | Боровково            | 1             | 0             | Бережанская волость  | Рубиловская волость (д. Дубки)      | Бережанская волость        |
| 10  | 10  | Брюкаши              | 11            | 7             | Бережанская волость  | Рубиловская волость (д. Дубки)      | Бережанская волость        |
| 11  | 11  | Бурдино              | 3             | 5             | Бережанская волость  | Бережанская волость                 | Бережанская волость        |
| 12  | 12  | Ваньково             | 0             | 0             | Бережанская волость  | Рубиловская волость (д. Дубки)      | Бережанская волость        |
| 13  | 13  | Глушни               | 117           | 121           | Бережанская волость  | Бережанская волость                 | Бережанская волость        |
| 14  | 14  | Гнидино              | 8             | 8             | Бережанская волость  | Калининская волость (д. Рубилово)   | Бережанская волость        |
| 15  | 15  | Гнилки               | 5             | 2             | Бережанская волость  | Бережанская волость                 | Бережанская волость        |
| 16  | 16  | Гольнево             | 14            | 12            | Бережанская волость  | Рубиловская волость (д. Дубки)      | Бережанская волость        |
| 17  | 17  | Горка                | 0             | 0             | Бережанская волость  | Калининская волость (д. Рубилово)   | Бережанская волость        |
| 18  | 18  | Гороховое Озеро      | 30            | 13            | Бережанская волость  | Бережанская волость                 | Бережанская волость        |
| 19  | 19  | Грибали              | 13            | 13            | Бережанская волость  | Бережанская волость                 | Бережанская волость        |
| 20  | 20  | Грызавино            | 74            | 64            | Бережанская волость  | Бережанская волость                 | Бережанская волость        |
| 21  | 21  | Грызавино-1          | 26            | 15            | Бережанская волость  | Бережанская волость                 | Бережанская волость        |
| 22  | 22  | Грызавино-2          | 186           | 132           | Бережанская волость  | Бережанская волость                 | Бережанская волость        |
| 23  | 23  | Грязивец             | 7             | 5             | Бережанская волость  | Пальцевская волость (д. Федосино)   | Бережанская волость        |
| 24  | 24  | Дворняши             | 11            | 5             | Бережанская волость  | Бережанская волость                 | Бережанская волость        |
| 25  | 25  | Дубки                | 217           | 171           | Бережанская волость  | Рубиловская волость (д. Дубки)      | Бережанская волость        |
| 26  | 26  | Елагино              | 0             | 2             | Бережанская волость  | Бережанская волость                 | Бережанская волость        |
| 27  | 27  | Елагино              | 43            | 41            | Бережанская волость  | Рубиловская волость (д. Дубки)      | Бережанская волость        |
| 28  | 28  | Елины                | 234           | 183           | Бережанская волость  | Рубиловская волость (д. Дубки)      | Бережанская волость        |
| 29  | 29  | Жгутово              | 5             | 4             | Бережанская волость  | Рубиловская волость (д. Дубки)      | Бережанская волость        |
| 30  | 30  | Желавкино            | 20            | 14            | Бережанская волость  | Бережанская волость                 | Бережанская волость        |
| 31  | 31  | Жуки                 | 8             | 11            | Бережанская волость  | Бережанская волость                 | Бережанская волость        |
| 32  | 32  | Задорожье            | 52            | 32            | Бережанская волость  | Бережанская волость                 | Бережанская волость        |
| 33  | 33  | Заньково             | 195           | 189           | Бережанская волость  | Бережанская волость                 | Бережанская волость        |
| 34  | 34  | Захаркино            | 138           | 111           | Бережанская волость  | Рубиловская волость (д. Дубки)      | Бережанская волость        |
| 35  | 35  | Земцы                | 9             | 15            | Бережанская волость  | Бережанская волость                 | Бережанская волость        |
| 36  | 36  | Зобы                 | 9             | 9             | Бережанская волость  | Пальцевская волость (д. Федосино)   | Бережанская волость        |
| 37  | 37  | Зорино               | 8             | 6             | Бережанская волость  | Рубиловская волость (д. Дубки)      | Бережанская волость        |
| 38  | 38  | Ивахино              | 18            | 14            | Бережанская волость  | Калининская волость (д. Рубилово)   | Бережанская волость        |
| 39  | 39  | Ивахново             | 28            | 26            | Бережанская волость  | Бережанская волость                 | Бережанская волость        |
| 40  | 40  | Икрово               | 22            | 9             | Бережанская волость  | Калининская волость (д. Рубилово)   | Бережанская волость        |
| 41  | 41  | Калинино             | 6             | 15            | Бережанская волость  | Калининская волость (д. Рубилово)   | Бережанская волость        |
| 42  | 42  | Калихово             | 0             | 0             | Бережанская волость  | Бережанская волость                 | Бережанская волость        |
| 43  | 43  | Калугино             | 0             | 0             | Бережанская волость  | Бережанская волость                 | Бережанская волость        |
| 44  | 44  | Кахново              | 201           | 188           | Бережанская волость  | Калининская волость (д. Рубилово)   | Бережанская волость        |
| 45  | 45  | Кахново              | 0             | 0             | Бережанская волость  | Рубиловская волость (д. Дубки)      | Бережанская волость        |
| 46  | 46  | Кириллово            | 4             | 5             | Бережанская волость  | Бережанская волость                 | Бережанская волость        |
| 47  | 47  | Кожино               | 10            | 6             | Бережанская волость  | Рубиловская волость (д. Дубки)      | Бережанская волость        |
| 48  | 48  | Коломница            | 34            | 27            | Бережанская волость  | Калининская волость (д. Рубилово)   | Бережанская волость        |
| 49  | 49  | Колотилы             | 18            | 13            | Бережанская волость  | Рубиловская волость (д. Дубки)      | Бережанская волость        |
| 50  | 50  | Коромыслово          | 0             | 0             | Бережанская волость  | Калининская волость (д. Рубилово)   | Бережанская волость        |
| 51  | 51  | Крёхово              | 0             | 0             | Бережанская волость  | Рубиловская волость (д. Дубки)      | Бережанская волость        |
| 52  | 52  | Крешево              | 14            | 14            | Бережанская волость  | Калининская волость (д. Рубилово)   | Бережанская волость        |
| 53  | 53  | Крюково              | 10            | 7             | Бережанская волость  | Калининская волость (д. Рубилово)   | Бережанская волость        |
| 54  | 54  | Крюково              | 2             | 2             | Бережанская волость  | Калининская волость (д. Рубилово)   | Бережанская волость        |
| 55  | 55  | Курташи              | 6             | 2             | Бережанская волость  | Рубиловская волость (д. Дубки)      | Бережанская волость        |
| 56  | 56  | Курцево              | 0             | 2             | Бережанская волость  | Рубиловская волость (д. Дубки)      | Бережанская волость        |
| 57  | 57  | Ларино               | 2             | 9             | Бережанская волость  | Калининская волость (д. Рубилово)   | Бережанская волость        |
| 58  | 58  | Латышево             | 0             | 0             | Бережанская волость  | Калининская волость (д. Рубилово)   | Бережанская волость        |
| 59  | 59  | Лябзы                | 2             | 1             | Бережанская волость  | Пальцевская волость (д. Федосино)   | Бережанская волость        |
| 60  | 60  | Малая Губа           | 316           | 207           | Бережанская волость  | Бережанская волость                 | Бережанская волость        |
| 61  | 61  | Малиновка            | 2             | 1             | Бережанская волость  | Бережанская волость                 | Бережанская волость        |
| 62  | 62  | Марково              | 7             | 9             | Бережанская волость  | Бережанская волость                 | Бережанская волость        |
| 63  | 63  | Марково              | 4             | 5             | Бережанская волость  | Пальцевская волость (д. Федосино)   | Бережанская волость        |
| 64  | 64  | Матюгино             | 50            | 39            | Бережанская волость  | Пальцевская волость (д. Федосино)   | Бережанская волость        |
| 65  | 65  | Махново              | 13            | 5             | Бережанская волость  | Бережанская волость                 | Бережанская волость        |
| 66  | 66  | Мерзляки             | 0             | 0             | Бережанская волость  | Бережанская волость                 | Бережанская волость        |
| 67  | 67  | Микузы               | 2             | 0             | Бережанская волость  | Рубиловская волость (д. Дубки)      | Бережанская волость        |
| 68  | 68  | Можаи                | 5             | 1             | Бережанская волость  | Бережанская волость                 | Бережанская волость        |
| 69  | 69  | Мочалово             | 1             | 2             | Бережанская волость  | Калининская волость (д. Рубилово)   | Бережанская волость        |
| 70  | 70  | Новое Веретье        | 14            | 16            | Бережанская волость  | Бережанская волость                 | Бережанская волость        |
| 71  | 71  | Ногино               | 30            | 28            | Бережанская волость  | Бережанская волость                 | Бережанская волость        |
| 72  | 72  | Ортихово             | 15            | 13            | Бережанская волость  | Пальцевская волость (д. Федосино)   | Бережанская волость        |
| 73  | 73  | Пальцево             | 90            | 70            | Бережанская волость  | Пальцевская волость (д. Федосино)   | Бережанская волость        |
| 74  | 74  | Паршино              | 10            | 1             | Бережанская волость  | Пальцевская волость (д. Федосино)   | Бережанская волость        |
| 75  | 75  | Пезлово              | 0             | 0             | Бережанская волость  | Рубиловская волость (д. Дубки)      | Бережанская волость        |
| 76  | 76  | Перевоз              | 25            | 35            | Бережанская волость  | Рубиловская волость (д. Дубки)      | Бережанская волость        |
| 77  | 77  | Песково              | 27            | 22            | Бережанская волость  | Рубиловская волость (д. Дубки)      | Бережанская волость        |
| 78  | 78  | Петрухны             | 146           | 109           | Бережанская волость  | Бережанская волость                 | Бережанская волость        |
| 79  | 79  | Покаты               | 136           | 118           | Бережанская волость  | Пальцевская волость (д. Федосино)   | Бережанская волость        |
| 80  | 80  | Покаты               |               | 7             | Бережанская волость  | Пальцевская волость (д. Федосино)   | Бережанская волость        |
| 81  | 81  | Покровские           | 18            | 15            | Бережанская волость  | Рубиловская волость (д. Дубки)      | Бережанская волость        |
| 82  | 82  | Попово               | 7             | 3             | Бережанская волость  | Пальцевская волость (д. Федосино)   | Бережанская волость        |
| 83  | 83  | Порозы               | 13            | 10            | Бережанская волость  | Бережанская волость                 | Бережанская волость        |
| 84  | 84  | Пузыркино            | 17            | 12            | Бережанская волость  | Пальцевская волость (д. Федосино)   | Бережанская волость        |
| 85  | 85  | Пупорево             | 19            | 15            | Бережанская волость  | Пальцевская волость (д. Федосино)   | Бережанская волость        |
| 86  | 86  | Пустошка             | 8             | 3             | Бережанская волость  | Рубиловская волость (д. Дубки)      | Бережанская волость        |
| 87  | 87  | Рагозино             | 13            | 13            | Бережанская волость  | Бережанская волость                 | Бережанская волость        |
| 88  | 88  | Репинка              | 1             | 0             | Бережанская волость  | Калининская волость (д. Рубилово)   | Бережанская волость        |
| 89  | 89  | Рецкие               | 20            | 15            | Бережанская волость  | Бережанская волость                 | Бережанская волость        |
| 90  | 90  | Рогово               | 6             | 2             | Бережанская волость  | Бережанская волость                 | Бережанская волость        |
| 91  | 91  | Рубеняты             | 31            | 16            | Бережанская волость  | Пальцевская волость (д. Федосино)   | Бережанская волость        |
| 92  | 92  | Рубилово             | 292           | 269           | Бережанская волость  | Калининская волость (д. Рубилово)   | Бережанская волость        |
| 93  | 93  | Рудаки               | 15            | 23            | Бережанская волость  | Калининская волость (д. Рубилово)   | Бережанская волость        |
| 94  | 94  | Рядобжа              | 42            | 29            | Бережанская волость  | Бережанская волость                 | Бережанская волость        |
| 95  | 95  | Сидоровские          | 13            | 14            | Бережанская волость  | Бережанская волость                 | Бережанская волость        |
| 96  | 96  | Сиполи               | 0             | 0             | Бережанская волость  | Рубиловская волость (д. Дубки)      | Бережанская волость        |
| 97  | 97  | Смоленка             | 20            | 12            | Бережанская волость  | Бережанская волость                 | Бережанская волость        |
| 98  | 98  | Сонино               |               | 1             | Бережанская волость  | Бережанская волость                 | Бережанская волость        |
| 99  | 99  | Стержнево            | 10            | 5             | Бережанская волость  | Рубиловская волость (д. Дубки)      | Бережанская волость        |
| 100 | 100 | Стрижково            | 10            | 4             | Бережанская волость  | Рубиловская волость (д. Дубки)      | Бережанская волость        |
| 101 | 101 | Татищево             | 30            | 31            | Бережанская волость  | Бережанская волость                 | Бережанская волость        |
| 102 | 102 | Тележники            | 43            | 36            | Бережанская волость  | Рубиловская волость (д. Дубки)      | Бережанская волость        |
| 103 | 103 | Тихоняты             | 18            | 25            | Бережанская волость  | Бережанская волость                 | Бережанская волость        |
| 104 | 104 | Тишино               | 33            | 32            | Бережанская волость  | Калининская волость (д. Рубилово)   | Бережанская волость        |
| 105 | 105 | Толково              | 9             | 7             | Бережанская волость  | Пальцевская волость (д. Федосино)   | Бережанская волость        |
| 106 | 106 | Тонковидово          | 6             | 9             | Бережанская волость  | Калининская волость (д. Рубилово)   | Бережанская волость        |
| 107 | 107 | Трошихино            | 21            | 28            | Бережанская волость  | Бережанская волость                 | Бережанская волость        |
| 108 | 108 | Трушки               | 8             | 8             | Бережанская волость  | Калининская волость (д. Рубилово)   | Бережанская волость        |
| 109 | 109 | Усово                | 1             | 0             | Бережанская волость  | Пальцевская волость (д. Федосино)   | Бережанская волость        |
| 110 | 110 | Устье                | 8             | 1             | Бережанская волость  | Рубиловская волость (д. Дубки)      | Бережанская волость        |
| 111 | 111 | Федосино             | 66            | 56            | Бережанская волость  | Пальцевская волость (д. Федосино)   | Бережанская волость        |
| 112 | 112 | Фроленки             | 9             | 4             | Бережанская волость  | Пальцевская волость (д. Федосино)   | Бережанская волость        |
| 113 | 113 | Холматка             | 12            | 11            | Бережанская волость  | Рубиловская волость (д. Дубки)      | Бережанская волость        |
| 114 | 114 | Черепягино           | 139           | 152           | Бережанская волость  | Бережанская волость                 | Бережанская волость        |
| 115 | 115 | Шелгуны              | 3             | 2             | Бережанская волость  | Рубиловская волость (д. Дубки)      | Бережанская волость        |
| 116 | 116 | Шилово               | 4             | 3             | Бережанская волость  | Калининская волость (д. Рубилово)   | Бережанская волость        |
| 117 | 117 | Шмыки                | 3             | 3             | Бережанская волость  | Рубиловская волость (д. Дубки)      | Бережанская волость        |
| 118 | 118 | Шолдино              | 4             | 2             | Бережанская волость  | Пальцевская волость (д. Федосино)   | Бережанская волость        |
| 119 | 119 | Юдино                | 19            | 17            | Бережанская волость  | Калининская волость (д. Рубилово)   | Бережанская волость        |
| 120 | 120 | Юрино                | 17            | 16            | Бережанская волость  | Рубиловская волость (д. Дубки)      | Бережанская волость        |
| 121 | 121 | Юршино               | 8             | 3             | Бережанская волость  | Бережанская волость                 | Бережанская волость        |
| 122 | 122 | Юшково               | 34            | 33            | Бережанская волость  | Рубиловская волость (д. Дубки)      | Бережанская волость        |
| 123 | 123 | Ястребы              | 4             | 3             | Бережанская волость  | Пальцевская волость (д. Федосино)   | Бережанская волость        |
| 124 | 1   | Аграфенино           | 3             | 1             | Воронцовская волость | Шиковская волость                   | Шиковская волость          |
| 125 | 2   | Акатово              | 26            | 20            | Воронцовская волость | Шиковская волость                   | Шиковская волость          |
| 126 | 3   | Алипино              | 1             | 2             | Воронцовская волость | Шиковская волость                   | Шиковская волость          |
| 127 | 4   | Анашино              | 20            | 24            | Воронцовская волость | Воронцовская волость                | Воронцовская волость       |
| 128 | 5   | Ануры                | 15            | 16            | Воронцовская волость | Шиковская волость                   | Шиковская волость          |
| 129 | 6   | Арестово-Шевелево    | 3             | 2             | Воронцовская волость | Шаркуновская волость (д. Погорелка) | Воронцовская волость       |
| 130 | 7   | Астратово            | 10            | 8             | Воронцовская волость | Воронцовская волость                | Воронцовская волость       |
| 131 | 8   | Безмалиха            | 1             | 0             | Воронцовская волость | Шиковская волость                   | Шиковская волость          |
| 132 | 9   | Белое                | 12            | 9             | Воронцовская волость | Шиковская волость                   | Шиковская волость          |
| 133 | 10  | Беляи                | 2             | 1             | Воронцовская волость | Шаркуновская волость (д. Погорелка) | Воронцовская волость       |
| 134 | 11  | Беляи                | 1             | 1             | Воронцовская волость | Шиковская волость                   | Шиковская волость          |
| 135 | 12  | Берёзовка            | 2             | 2             | Воронцовская волость | Воронцовская волость                | Воронцовская волость       |
| 136 | 13  | Блины                | 0             | 0             | Воронцовская волость | Шиковская волость                   | Шиковская волость          |
| 137 | 14  | Болдино              | 14            | 13            | Воронцовская волость | Воронцовская волость                | Воронцовская волость       |
| 138 | 15  | Большие Пустынки     | 21            | 12            | Воронцовская волость | Шаркуновская волость (д. Погорелка) | Воронцовская волость       |
| 139 | 16  | Бороносово           | 0             | 0             | Воронцовская волость | Шиковская волость                   | Шиковская волость          |
| 140 | 17  | Бураки               | 11            | 11            | Воронцовская волость | Шиковская волость                   | Шиковская волость          |
| 141 | 18  | Быки                 | 0             | 0             | Воронцовская волость | Шиковская волость                   | Шиковская волость          |
| 142 | 19  | Вахромеево           | 13            | 13            | Воронцовская волость | Шиковская волость                   | Шиковская волость          |
| 143 | 20  | Винокурово           | 15            | 16            | Воронцовская волость | Воронцовская волость                | Воронцовская волость       |
| 144 | 21  | Владимирец           | 10            | 12            | Воронцовская волость | Шиковская волость                   | Шиковская волость          |
| 145 | 22  | Воронцово, село      | 641           | 637           | Воронцовская волость | Воронцовская волость                | Воронцовская волость       |
| 146 | 23  | Врев                 | 24            | 16            | Воронцовская волость | Воронцовская волость                | Воронцовская волость       |
| 147 | 24  | Высокосы             | 7             | 10            | Воронцовская волость | Шиковская волость                   | Шиковская волость          |
| 148 | 25  | Галани               | 1             | 1             | Воронцовская волость | Шиковская волость                   | Шиковская волость          |
| 149 | 26  | Голубово             | 11            | 8             | Воронцовская волость | Воронцовская волость                | Воронцовская волость       |
| 150 | 27  | Горушка              | 13            | 14            | Воронцовская волость | Шиковская волость                   | Шиковская волость          |
| 151 | 28  | Горшихино            | 14            | 12            | Воронцовская волость | Шиковская волость                   | Шиковская волость          |
| 152 | 29  | Горшки               | 4             | 0             | Воронцовская волость | Воронцовская волость                | Воронцовская волость       |
| 153 | 30  | Гостены              | 1             | 0             | Воронцовская волость | Воронцовская волость                | Воронцовская волость       |
| 154 | 31  | Гришино              | 19            | 15            | Воронцовская волость | Шиковская волость                   | Шиковская волость          |
| 155 | 32  | Губино               | 9             | 8             | Воронцовская волость | Шиковская волость                   | Шиковская волость          |
| 156 | 33  | Домахино             | 17            | 11            | Воронцовская волость | Шаркуновская волость (д. Погорелка) | Воронцовская волость       |
| 157 | 34  | Дурново              | 13            | 10            | Воронцовская волость | Шиковская волость                   | Шиковская волость          |
| 158 | 35  | Житницы              | 0             | 0             | Воронцовская волость | Шаркуновская волость (д. Погорелка) | Воронцовская волость       |
| 159 | 36  | Жуково               | 5             | 5             | Воронцовская волость | Шаркуновская волость (д. Погорелка) | Воронцовская волость       |
| 160 | 37  | Загорье              | 11            | 8             | Воронцовская волость | Шиковская волость                   | Шиковская волость          |
| 161 | 38  | Заслюжье             | 2             | 2             | Воронцовская волость | Воронцовская волость                | Воронцовская волость       |
| 162 | 39  | Зехново              | 2             | 0             | Воронцовская волость | Шиковская волость                   | Шиковская волость          |
| 163 | 40  | Зубово               | 2             | 2             | Воронцовская волость | Воронцовская волость                | Воронцовская волость       |
| 164 | 41  | Иваново              | 3             | 1             | Воронцовская волость | Шиковская волость                   | Шиковская волость          |
| 165 | 42  | Казаны               | 4             | 3             | Воронцовская волость | Воронцовская волость                | Воронцовская волость       |
| 166 | 43  | Каменка              | 0             | 0             | Воронцовская волость | Шаркуновская волость (д. Погорелка) | Воронцовская волость       |
| 167 | 44  | Качаново             | 17            | 19            | Воронцовская волость | Шаркуновская волость (д. Погорелка) | Воронцовская волость       |
| 168 | 45  | Кирилловское         | 3             | 2             | Воронцовская волость | Шиковская волость                   | Шиковская волость          |
| 169 | 46  | Клюево               | 0             | 0             | Воронцовская волость | Шаркуновская волость (д. Погорелка) | Воронцовская волость       |
| 170 | 47  | Комиссары            | 4             | 4             | Воронцовская волость | Шиковская волость                   | Шиковская волость          |
| 171 | 48  | Конево               | 8             | 7             | Воронцовская волость | Воронцовская волость                | Воронцовская волость       |
| 172 | 49  | Коноплюшка           | 0             | 0             | Воронцовская волость | Шиковская волость                   | Шиковская волость          |
| 173 | 50  | Коношково            | 0             | 0             | Воронцовская волость | Шаркуновская волость (д. Погорелка) | Воронцовская волость       |
| 174 | 51  | Коробово             | 1             | 0             | Воронцовская волость | Шиковская волость                   | Шиковская волость          |
| 175 | 52  | Косорово             | 2             | 0             | Воронцовская волость | Шиковская волость                   | Шиковская волость          |
| 176 | 53  | Котельно             | 7             | 10            | Воронцовская волость | Шиковская волость                   | Шиковская волость          |
| 177 | 54  | Кустово              | 9             | 6             | Воронцовская волость | Воронцовская волость                | Воронцовская волость       |
| 178 | 55  | Лаврово              | 39            | 41            | Воронцовская волость | Воронцовская волость                | Воронцовская волость       |
| 179 | 56  | Лаврово              | 0             | 0             | Воронцовская волость | Шиковская волость                   | Шиковская волость          |
| 180 | 57  | Лапское              | 4             | 3             | Воронцовская волость | Шаркуновская волость (д. Погорелка) | Воронцовская волость       |
| 181 | 58  | Логовино             | 22            | 20            | Воронцовская волость | Шиковская волость                   | Шиковская волость          |
| 182 | 59  | Луговское            | 0             | 0             | Воронцовская волость | Шиковская волость                   | Шиковская волость          |
| 183 | 60  | Лужки                | 2             | 2             | Воронцовская волость | Воронцовская волость                | Воронцовская волость       |
| 184 | 61  | Маклаки              | 5             | 3             | Воронцовская волость | Воронцовская волость                | Воронцовская волость       |
| 185 | 62  | Макуши               | 2             | 4             | Воронцовская волость | Шиковская волость                   | Шиковская волость          |
| 186 | 63  | Малые Пустынки       | 16            | 11            | Воронцовская волость | Шаркуновская волость (д. Погорелка) | Воронцовская волость       |
| 187 | 64  | Маршевицы            | 73            | 63            | Воронцовская волость | Шиковская волость                   | Шиковская волость          |
| 188 | 65  | Минкино              | 3             | 1             | Воронцовская волость | Шаркуновская волость (д. Погорелка) | Воронцовская волость       |
| 189 | 66  | Михалевка            | 0             | 0             | Воронцовская волость | Шиковская волость                   | Шиковская волость          |
| 190 | 67  | Михалево             | 1             | 1             | Воронцовская волость | Воронцовская волость                | Воронцовская волость       |
| 191 | 68  | Михны                | 8             | 11            | Воронцовская волость | Шиковская волость                   | Шиковская волость          |
| 192 | 69  | Мокрица              | 1             | 0             | Воронцовская волость | Шиковская волость                   | Шиковская волость          |
| 193 | 70  | Мухи                 | 3             | 0             | Воронцовская волость | Шиковская волость                   | Шиковская волость          |
| 194 | 71  | Настасино            | 3             | 1             | Воронцовская волость | Шаркуновская волость (д. Погорелка) | Воронцовская волость       |
| 195 | 72  | Никитино             | 6             | 2             | Воронцовская волость | Шиковская волость                   | Шиковская волость          |
| 196 | 73  | Новино               | 5             | 0             | Воронцовская волость | Шиковская волость                   | Шиковская волость          |
| 197 | 74  | Обрубы               | 0             | 0             | Воронцовская волость | Шиковская волость                   | Шиковская волость          |
| 198 | 75  | Овсянкино            | 0             | 0             | Воронцовская волость | Шаркуновская волость (д. Погорелка) | Воронцовская волость       |
| 199 | 76  | Ольхово-Барское      | 1             | 0             | Воронцовская волость | Шиковская волость                   | Шиковская волость          |
| 200 | 77  | Острейково           | 12            | 5             | Воронцовская волость | Шаркуновская волость (д. Погорелка) | Воронцовская волость       |
| 201 | 78  | Панюшино             | 3             | 0             | Воронцовская волость | Воронцовская волость                | Воронцовская волость       |
| 202 | 79  | Петрово              | 3             | 0             | Воронцовская волость | Шиковская волость                   | Шиковская волость          |
| 203 | 80  | Поварнино            | 6             | 5             | Воронцовская волость | Шаркуновская волость (д. Погорелка) | Воронцовская волость       |
| 204 | 81  | Погорелка            | 295           | 272           | Воронцовская волость | Шаркуновская волость (д. Погорелка) | Воронцовская волость       |
| 205 | 82  | Подборовье           | 11            | 5             | Воронцовская волость | Шиковская волость                   | Шиковская волость          |
| 206 | 83  | Подвязье             | 8             | 7             | Воронцовская волость | Шиковская волость                   | Шиковская волость          |
| 207 | 84  | Поддубно             | 0             | 0             | Воронцовская волость | Шиковская волость                   | Шиковская волость          |
| 208 | 85  | Подмогилье           | 149           | 139           | Воронцовская волость | Шиковская волость                   | Шиковская волость          |
| 209 | 86  | Подоры               | 1             | 1             | Воронцовская волость | Воронцовская волость                | Воронцовская волость       |
| 210 | 87  | Подрезово            | 1             | 3             | Воронцовская волость | Шиковская волость                   | Шиковская волость          |
| 211 | 88  | Пометкино            | 0             | 0             | Воронцовская волость | Шаркуновская волость (д. Погорелка) | Воронцовская волость       |
| 212 | 89  | Попово               | 3             | 2             | Воронцовская волость | Шиковская волость                   | Шиковская волость          |
| 213 | 90  | Приезжево            | 13            | 6             | Воронцовская волость | Воронцовская волость                | Воронцовская волость       |
| 214 | 91  | Приозёрная           | 70            | 58            | Воронцовская волость | Воронцовская волость                | Воронцовская волость       |
| 215 | 92  | Прощенки             | 1             | 0             | Воронцовская волость | Шиковская волость                   | Шиковская волость          |
| 216 | 93  | Пустошка             | 8             | 7             | Воронцовская волость | Шиковская волость                   | Шиковская волость          |
| 217 | 94  | Пшонкино             | 0             | 0             | Воронцовская волость | Воронцовская волость                | Воронцовская волость       |
| 218 | 95  | Рассамухино          | 1             | 1             | Воронцовская волость | Шаркуновская волость (д. Погорелка) | Воронцовская волость       |
| 219 | 96  | Ровное               | 9             | 4             | Воронцовская волость | Шиковская волость                   | Шиковская волость          |
| 220 | 97  | Романово             | 16            | 9             | Воронцовская волость | Воронцовская волость                | Воронцовская волость       |
| 221 | 98  | Садки                | 1             | 2             | Воронцовская волость | Шиковская волость                   | Шиковская волость          |
| 222 | 99  | Семёхново            | 4             | 4             | Воронцовская волость | Воронцовская волость                | Воронцовская волость       |
| 223 | 100 | Семки                | 11            | 9             | Воронцовская волость | Шиковская волость                   | Шиковская волость          |
| 224 | 101 | Сергино              | 18            | 19            | Воронцовская волость | Воронцовская волость                | Воронцовская волость       |
| 225 | 102 | Сигорицы             | 23            | 28            | Воронцовская волость | Шиковская волость                   | Шиковская волость          |
| 226 | 103 | Сипово               | 5             | 4             | Воронцовская волость | Шиковская волость                   | Шиковская волость          |
| 227 | 104 | Скуратово            | 44            | 44            | Воронцовская волость | Шиковская волость                   | Шиковская волость          |
| 228 | 105 | Сонино               | 10            | 9             | Воронцовская волость | Шиковская волость                   | Шиковская волость          |
| 229 | 106 | Сошихино             | 15            | 17            | Воронцовская волость | Воронцовская волость                | Воронцовская волость       |
| 230 | 107 | Спиры                | 182           | 146           | Воронцовская волость | Шиковская волость                   | Шиковская волость          |
| 231 | 108 | Степаново            | 0             | 2             | Воронцовская волость | Шиковская волость                   | Шиковская волость          |
| 232 | 109 | Стешово              | 1             | 1             | Воронцовская волость | Шиковская волость                   | Шиковская волость          |
| 233 | 110 | Стешутино            | 2             | 0             | Воронцовская волость | Воронцовская волость                | Воронцовская волость       |
| 234 | 111 | Ступино              | 3             | 0             | Воронцовская волость | Шаркуновская волость (д. Погорелка) | Воронцовская волость       |
| 235 | 112 | Терегаево            | 15            | 13            | Воронцовская волость | Воронцовская волость                | Воронцовская волость       |
| 236 | 113 | Тетерино             | 12            | 9             | Воронцовская волость | Шиковская волость                   | Шиковская волость          |
| 237 | 114 | Толстиково           | 0             | 0             | Воронцовская волость | Воронцовская волость                | Воронцовская волость       |
| 238 | 115 | Торчане              | 74            | 80            | Воронцовская волость | Шиковская волость                   | Шиковская волость          |
| 239 | 116 | Тропкино             | 25            | 25            | Воронцовская волость | Шиковская волость                   | Шиковская волость          |
| 240 | 117 | Туманы               | 4             | 0             | Воронцовская волость | Шиковская волость                   | Шиковская волость          |
| 241 | 118 | Тупицы               | 5             | 5             | Воронцовская волость | Воронцовская волость                | Воронцовская волость       |
| 242 | 119 | Тюрево               | 5             | 7             | Воронцовская волость | Шиковская волость                   | Шиковская волость          |
| 243 | 120 | Ульянинки            | 1             | 1             | Воронцовская волость | Шиковская волость                   | Шиковская волость          |
| 244 | 121 | Ульяново             | 0             | 0             | Воронцовская волость | Шаркуновская волость (д. Погорелка) | Воронцовская волость       |
| 245 | 122 | Устье                | 6             | 4             | Воронцовская волость | Шиковская волость                   | Шиковская волость          |
| 246 | 123 | Фёдоровское          | 7             | 8             | Воронцовская волость | Шиковская волость                   | Шиковская волость          |
| 247 | 124 | Федотинки            | 0             | 0             | Воронцовская волость | Шиковская волость                   | Шиковская волость          |
| 248 | 125 | Ферково              | 4             | 3             | Воронцовская волость | Шиковская волость                   | Шиковская волость          |
| 249 | 126 | Хорево               | 0             | 0             | Воронцовская волость | Шиковская волость                   | Шиковская волость          |
| 250 | 127 | Хорошая              | 4             | 1             | Воронцовская волость | Шаркуновская волость (д. Погорелка) | Воронцовская волость       |
| 251 | 128 | Черничино            | 24            | 19            | Воронцовская волость | Шиковская волость                   | Шиковская волость          |
| 252 | 129 | Шаркуновка           | 0             | 0             | Воронцовская волость | Шаркуновская волость (д. Погорелка) | Воронцовская волость       |
| 253 | 130 | Шики                 | 252           | 213           | Воронцовская волость | Шиковская волость                   | Шиковская волость          |
| 254 | 131 | Ширяево              | 7             | 9             | Воронцовская волость | Шаркуновская волость (д. Погорелка) | Воронцовская волость       |
| 255 | 132 | Щекотово             | 8             | 12            | Воронцовская волость | Шиковская волость                   | Шиковская волость          |
| 256 | 133 | Южново               | 2             | 1             | Воронцовская волость | Шиковская волость                   | Шиковская волость          |
| 257 | 134 | Юцы                  | 2             | 1             | Воронцовская волость | Воронцовская волость                | Воронцовская волость       |
| 258 | 135 | Ягупы                | 5             | 0             | Воронцовская волость | Шаркуновская волость (д. Погорелка) | Воронцовская волость       |
| 259 | 136 | Ямище                | 15            | 15            | Воронцовская волость | Горайская волость                   | Воронцовская волость       |
| 260 | 1   | Адамково             | 7             | 8             | Горайская волость    | Горайская волость                   | Горайская волость          |
| 261 | 2   | Ануфриево            | 2             | 5             | Горайская волость    | Синерецкая волость (д. Гривы)       | Горайская волость          |
| 262 | 3   | Астратово            | 1             | 0             | Горайская волость    | Синерецкая волость (д. Гривы)       | Горайская волость          |
| 263 | 4   | Беспутино            | 0             | 0             | Горайская волость    | Синерецкая волость (д. Гривы)       | Горайская волость          |
| 264 | 5   | Бланты               | 15            | 12            | Горайская волость    | Синерецкая волость (д. Гривы)       | Горайская волость          |
| 265 | 6   | Богданово            | 63            | 59            | Горайская волость    | Горайская волость                   | Горайская волость          |
| 266 | 7   | Борки                | 11            | 4             | Горайская волость    | Горайская волость                   | Горайская волость          |
| 267 | 8   | Боровские            | 32            | 27            | Горайская волость    | Синерецкая волость (д. Гривы)       | Горайская волость          |
| 268 | 9   | Боросково            | 15            | 9             | Горайская волость    | Синерецкая волость (д. Гривы)       | Горайская волость          |
| 269 | 10  | Борщино              | 26            | 17            | Горайская волость    | Горайская волость                   | Горайская волость          |
| 270 | 11  | Вагали               | 14            | 17            | Горайская волость    | Горайская волость                   | Горайская волость          |
| 271 | 12  | Вагали               | 12            | 11            | Горайская волость    | Синерецкая волость (д. Гривы)       | Горайская волость          |
| 272 | 13  | Вадово               | 0             | 1             | Горайская волость    | Синерецкая волость (д. Гривы)       | Горайская волость          |
| 273 | 14  | Васьково             | 1             | 1             | Горайская волость    | Горайская волость                   | Горайская волость          |
| 274 | 15  | Венявино             | 4             | 6             | Горайская волость    | Синерецкая волость (д. Гривы)       | Горайская волость          |
| 275 | 16  | Высоково             | 0             | 0             | Горайская волость    | Синерецкая волость (д. Гривы)       | Горайская волость          |
| 276 | 17  | Выставка             | 3             | 5             | Горайская волость    | Синерецкая волость (д. Гривы)       | Горайская волость          |
| 277 | 18  | Гораи                | 179           | 149           | Горайская волость    | Горайская волость                   | Горайская волость          |
| 278 | 19  | Горское              | 0             | 0             | Горайская волость    | Синерецкая волость (д. Гривы)       | Горайская волость          |
| 279 | 20  | Гривы                | 349           | 303           | Горайская волость    | Синерецкая волость (д. Гривы)       | Горайская волость          |
| 280 | 21  | Дарьино              | 188           | 148           | Горайская волость    | Горайская волость                   | Горайская волость          |
| 281 | 22  | Демешкино            | 120           | 91            | Горайская волость    | Синерецкая волость (д. Гривы)       | Горайская волость          |
| 282 | 23  | Долгово              | 4             | 4             | Горайская волость    | Синерецкая волость (д. Гривы)       | Горайская волость          |
| 283 | 24  | Ельняги              | 21            | 11            | Горайская волость    | Горайская волость                   | Горайская волость          |
| 284 | 25  | Жавры                | 3             | 4             | Горайская волость    | Синерецкая волость (д. Гривы)       | Горайская волость          |
| 285 | 26  | Жегово               | 10            | 4             | Горайская волость    | Синерецкая волость (д. Гривы)       | Горайская волость          |
| 286 | 27  | Железово             | 2             | 2             | Горайская волость    | Синерецкая волость (д. Гривы)       | Горайская волость          |
| 287 | 28  | Жеребьи              | 9             | 6             | Горайская волость    | Горайская волость                   | Горайская волость          |
| 288 | 29  | Заборовье            | 333           | 249           | Горайская волость    | Синерецкая волость (д. Гривы)       | Горайская волость          |
| 289 | 30  | Зайцы                | 12            | 8             | Горайская волость    | Синерецкая волость (д. Гривы)       | Горайская волость          |
| 290 | 31  | Заноги               | 0             | 0             | Горайская волость    | Синерецкая волость (д. Гривы)       | Горайская волость          |
| 291 | 32  | Захнихино            | 2             | 2             | Горайская волость    | Горайская волость                   | Горайская волость          |
| 292 | 33  | Заходы               | 37            | 28            | Горайская волость    | Горайская волость                   | Горайская волость          |
| 293 | 34  | Званка               | 0             | 0             | Горайская волость    | Синерецкая волость (д. Гривы)       | Горайская волость          |
| 294 | 35  | Зуево                | 0             | 0             | Горайская волость    | Горайская волость                   | Горайская волость          |
| 295 | 36  | Иваново              | 14            | 16            | Горайская волость    | Синерецкая волость (д. Гривы)       | Горайская волость          |
| 296 | 37  | Изъядиново           | 4             | 5             | Горайская волость    | Синерецкая волость (д. Гривы)       | Горайская волость          |
| 297 | 38  | Каменка              | 9             | 6             | Горайская волость    | Горайская волость                   | Горайская волость          |
| 298 | 39  | Козлы                | 3             | 1             | Горайская волость    | Горайская волость                   | Горайская волость          |
| 299 | 40  | Коношино             | 5             | 0             | Горайская волость    | Синерецкая волость (д. Гривы)       | Горайская волость          |
| 300 | 41  | Крени                | 18            | 9             | Горайская волость    | Горайская волость                   | Горайская волость          |
| 301 | 42  | Крюки, село          | 646           | 1552          | Горайская волость    | Бережанская волость (до 2010)       | Горайская волость          |
| 302 | 43  | Кустари              | 12            | 19            | Горайская волость    | Горайская волость                   | Горайская волость          |
| 303 | 44  | Лебедево             | 7             | 15            | Горайская волость    | Синерецкая волость (д. Гривы)       | Горайская волость          |
| 304 | 45  | Ломки                | 3             | 7             | Горайская волость    | Синерецкая волость (д. Гривы)       | Горайская волость          |
| 305 | 46  | Малиново             | 30            | 21            | Горайская волость    | Горайская волость                   | Горайская волость          |
| 306 | 47  | Марьино              | 18            | 17            | Горайская волость    | Бережанская волость (до 2010)       | Горайская волость          |
| 307 | 48  | Матрухново           | 22            | 23            | Горайская волость    | Синерецкая волость (д. Гривы)       | Горайская волость          |
| 308 | 49  | Мелехи               | 11            | 5             | Горайская волость    | Синерецкая волость (д. Гривы)       | Горайская волость          |
| 309 | 50  | Мельница             | 3             | 1             | Горайская волость    | Синерецкая волость (д. Гривы)       | Горайская волость          |
| 310 | 51  | Меньшиково           | 3             | 4             | Горайская волость    | Синерецкая волость (д. Гривы)       | Горайская волость          |
| 311 | 52  | Морозово             | 0             | 2             | Горайская волость    | Синерецкая волость (д. Гривы)       | Горайская волость          |
| 312 | 53  | Мошки                | 8             | 7             | Горайская волость    | Синерецкая волость (д. Гривы)       | Горайская волость          |
| 313 | 54  | Мяглы                | 25            | 24            | Горайская волость    | Горайская волость                   | Горайская волость          |
| 314 | 55  | Огурцово             | 10            | 10            | Горайская волость    | Горайская волость                   | Горайская волость          |
| 315 | 56  | Пентехи              | 6             | 10            | Горайская волость    | Синерецкая волость (д. Гривы)       | Горайская волость          |
| 316 | 57  | Перевоз              | 9             | 4             | Горайская волость    | Синерецкая волость (д. Гривы)       | Горайская волость          |
| 317 | 58  | Перестрелово         | 16            | 9             | Горайская волость    | Синерецкая волость (д. Гривы)       | Горайская волость          |
| 318 | 59  | Пехово               | 29            | 20            | Горайская волость    | Горайская волость                   | Горайская волость          |
| 319 | 60  | Поверищи             | 0             | 0             | Горайская волость    | Синерецкая волость (д. Гривы)       | Горайская волость          |
| 320 | 61  | Решеты               | 87            | 89            | Горайская волость    | Горайская волость                   | Горайская волость          |
| 321 | 62  | Рябово               | 1             | 0             | Горайская волость    | Синерецкая волость (д. Гривы)       | Горайская волость          |
| 322 | 63  | Сеново               | 3             | 3             | Горайская волость    | Синерецкая волость (д. Гривы)       | Горайская волость          |
| 323 | 64  | Скадино              | 5             | 5             | Горайская волость    | Синерецкая волость (д. Гривы)       | Горайская волость          |
| 324 | 65  | Стодолово            | 7             | 3             | Горайская волость    | Синерецкая волость (д. Гривы)       | Горайская волость          |
| 325 | 66  | Сукманная Горушка    | 5             | 7             | Горайская волость    | Синерецкая волость (д. Гривы)       | Горайская волость          |
| 326 | 67  | Терехи               | 4             | 3             | Горайская волость    | Синерецкая волость (д. Гривы)       | Горайская волость          |
| 327 | 68  | Терехово-Самородское | 4             | 2             | Горайская волость    | Горайская волость                   | Горайская волость          |
| 328 | 69  | Тряпино              | 11            | 12            | Горайская волость    | Синерецкая волость (д. Гривы)       | Горайская волость          |
| 329 | 70  | Тузы                 | 8             | 20            | Горайская волость    | Синерецкая волость (д. Гривы)       | Горайская волость          |
| 330 | 71  | Усово                | 8             | 14            | Горайская волость    | Синерецкая волость (д. Гривы)       | Горайская волость          |
| 331 | 72  | Хилово               | 0             | 0             | Горайская волость    | Синерецкая волость (д. Гривы)       | Горайская волость          |
| 332 | 73  | Хмылово              | 2             | 1             | Горайская волость    | Синерецкая волость (д. Гривы)       | Горайская волость          |
| 333 | 74  | Шарапово             | 7             | 4             | Горайская волость    | Синерецкая волость (д. Гривы)       | Горайская волость          |
| 334 | 75  | Щербаки              | 2             | 6             | Горайская волость    | Синерецкая волость (д. Гривы)       | Горайская волость          |
| 335 | 76  | Юрчане               | 8             | 9             | Горайская волость    | Синерецкая волость (д. Гривы)       | Горайская волость          |
| 336 | 77  | Якуши                | 2             | 2             | Горайская волость    | Синерецкая волость (д. Гривы)       | Горайская волость          |
| 337 | 1   | Авдятово             | 6             | 3             | Островская волость   | Дуловская волость                   | Волковская волость         |
| 338 | 2   | Алексеевка           | 139           | 100           | Островская волость   | Волковская волость                  | Волковская волость         |
| 339 | 3   | Андроново            | 1             | 0             | Островская волость   | Городищенская волость               | Городищенская волость      |
| 340 | 4   | Аниткино             | 4             | 2             | Островская волость   | Дуловская волость                   | Волковская волость         |
| 341 | 5   | Асановщина           | 12            | 5             | Островская волость   | Дуловская волость                   | Волковская волость         |
| 342 | 6   | Астратово            | 26            | 29            | Островская волость   | Дуловская волость                   | Волковская волость         |
| 343 | 7   | Афонихино            |               | 0             | Островская волость   | Городищенская волость               | Городищенская волость      |
| 344 | 8   | Барашки              | 6             | 5             | Островская волость   | Волковская волость                  | Волковская волость         |
| 345 | 9   | Бахарево             | 3             | 0             | Островская волость   | Дуловская волость                   | Волковская волость         |
| 346 | 10  | Бельково             | 1             | 1             | Островская волость   | Городищенская волость               | Городищенская волость      |
| 347 | 11  | Беляево              | 34            | 32            | Островская волость   | Волковская волость                  | Волковская волость         |
| 348 | 12  | Березница            | 8             | 11            | Островская волость   | Дуловская волость                   | Волковская волость         |
| 349 | 13  | Березница            | 22            | 16            | Островская волость   | Городищенская волость               | Городищенская волость      |
| 350 | 14  | Бобыли               | 2             | 2             | Островская волость   | Городищенская волость               | Городищенская волость      |
| 351 | 15  | Большое Зуево        | 4             | 3             | Островская волость   | Городищенская волость               | Городищенская волость      |
| 352 | 16  | Большое Приезжево    | 248           | 227           | Островская волость   | Городищенская волость               | Городищенская волость      |
| 353 | 17  | Брени                | 10            | 8             | Островская волость   | Волковская волость                  | Волковская волость         |
| 354 | 18  | Вергино              | 5             | 4             | Островская волость   | Дуловская волость                   | Волковская волость         |
| 355 | 19  | Вишняки              | 41            | 33            | Островская волость   | Городищенская волость               | Городищенская волость      |
| 356 | 20  | Влазово              | 221           | 194           | Островская волость   | Городищенская волость               | Городищенская волость      |
| 357 | 21  | Волково              | 6             | 4             | Островская волость   | Волковская волость                  | Волковская волость         |
| 358 | 22  | Глотово              | 5             | 4             | Островская волость   | Дуловская волость                   | Волковская волость         |
| 359 | 23  | Гнилище              | 33            | 29            | Островская волость   | Волковская волость                  | Волковская волость         |
| 360 | 24  | Городище             | 548           | 521           | Островская волость   | Городищенская волость               | Городищенская волость      |
| 361 | 25  | Горяйново            | 1             | 0             | Островская волость   | Волковская волость                  | Волковская волость         |
| 362 | 26  | Гришманы             | 5             | 6             | Островская волость   | Городищенская волость               | Городищенская волость      |
| 363 | 27  | Гудово               | 15            | 12            | Островская волость   | Дуловская волость                   | Волковская волость         |
| 364 | 28  | Гусаково             | 2             | 0             | Островская волость   | Дуловская волость                   | Волковская волость         |
| 365 | 29  | Дубровка             | 5             | 5             | Островская волость   | Волковская волость                  | Волковская волость         |
| 366 | 30  | Дуловка              | 312           | 236           | Островская волость   | Дуловская волость                   | Волковская волость         |
| 367 | 31  | Духово               | 19            | 13            | Островская волость   | Городищенская волость               | Городищенская волость      |
| 368 | 32  | Ермохново            | 11            | 8             | Островская волость   | Городищенская волость               | Городищенская волость      |
| 369 | 33  | Жаворонково          | 5             | 2             | Островская волость   | Городищенская волость               | Городищенская волость      |
| 370 | 34  | Жележенье            | 1             | 1             | Островская волость   | Дуловская волость                   | Волковская волость         |
| 371 | 35  | Жеребьи              | 5             | 2             | Островская волость   | Волковская волость                  | Волковская волость         |
| 372 | 36  | Житница              | 2             | 2             | Островская волость   | Дуловская волость                   | Волковская волость         |
| 373 | 37  | Заболотье            | 0             | 0             | Островская волость   | Городищенская волость               | Городищенская волость      |
| 374 | 38  | Замятлино            | 5             | 4             | Островская волость   | Городищенская волость               | Городищенская волость      |
| 375 | 39  | Зимари               | 5             | 3             | Островская волость   | Волковская волость                  | Волковская волость         |
| 376 | 40  | Истомино             | 12            | 12            | Островская волость   | Городищенская волость               | Городищенская волость      |
| 377 | 41  | Каменка              | 0             | 0             | Островская волость   | Волковская волость                  | Волковская волость         |
| 378 | 42  | Карпово              | 631           | 584           | Островская волость   | Волковская волость                  | Волковская волость         |
| 379 | 43  | Кириллово            | 0             | 2             | Островская волость   | Дуловская волость                   | Волковская волость         |
| 380 | 44  | Кисели               | 43            | 22            | Островская волость   | Волковская волость                  | Волковская волость         |
| 381 | 45  | Кожино               | 2             | 2             | Островская волость   | Дуловская волость                   | Волковская волость         |
| 382 | 46  | Козловичи            | 1             | 2             | Островская волость   | Волковская волость                  | Волковская волость         |
| 383 | 47  | Кокотово             | 8             | 8             | Островская волость   | Городищенская волость               | Городищенская волость      |
| 384 | 48  | Красная Горка        | 4             | 4             | Островская волость   | Городищенская волость               | Городищенская волость      |
| 385 | 49  | Малинкино            | 21            | 19            | Островская волость   | Волковская волость                  | Волковская волость         |
| 386 | 50  | Малое Зуевцо         | 1             | 1             | Островская волость   | Городищенская волость               | Городищенская волость      |
| 387 | 51  | Малое Приезживо      |               | 0             | Островская волость   | Городищенская волость               | Городищенская волость      |
| 388 | 52  | Маньково             | 12            | 14            | Островская волость   | Городищенская волость               | Городищенская волость      |
| 389 | 53  | Марково              | 114           | 92            | Островская волость   | Городищенская волость               | Городищенская волость      |
| 390 | 54  | Маслово              | 2             | 4             | Островская волость   | Дуловская волость                   | Волковская волость         |
| 391 | 55  | Митино               | 3             | 3             | Островская волость   | Городищенская волость               | Городищенская волость      |
| 392 | 56  | Мишково              | 4             | 3             | Островская волость   | Дуловская волость                   | Волковская волость         |
| 393 | 57  | Москвицы             | 3             | 4             | Островская волость   | Городищенская волость               | Городищенская волость      |
| 394 | 58  | Мотовилово           | 2             | 2             | Островская волость   | Городищенская волость               | Городищенская волость      |
| 395 | 59  | Мыза                 | 19            | 19            | Островская волость   | Городищенская волость               | Городищенская волость      |
| 396 | 60  | Мяличино             | 2             | 0             | Островская волость   | Городищенская волость               | Городищенская волость      |
| 397 | 61  | Немоево              | 17            | 7             | Островская волость   | Волковская волость                  | Волковская волость         |
| 398 | 62  | Нефедино             | 65            | 62            | Островская волость   | Волковская волость                  | Волковская волость         |
| 399 | 63  | Новая                | 4             | 2             | Островская волость   | Волковская волость                  | Волковская волость         |
| 400 | 64  | Новины               | 6             | 4             | Островская волость   | Волковская волость                  | Волковская волость         |
| 401 | 65  | Новое Никольское     | 20            | 29            | Островская волость   | Волковская волость                  | Волковская волость         |
| 402 | 66  | Облечихино           | 7             | 0             | Островская волость   | Городищенская волость               | Городищенская волость      |
| 403 | 67  | Овечкино             | 6             | 1             | Островская волость   | Волковская волость                  | Волковская волость         |
| 404 | 68  | Овсеево              | 7             | 3             | Островская волость   | Волковская волость                  | Волковская волость         |
| 405 | 69  | Озерово              | 1             | 0             | Островская волость   | Волковская волость                  | Волковская волость         |
| 406 | 70  | Оловяшкино           | 59            | 61            | Островская волость   | Волковская волость                  | Волковская волость         |
| 407 | 71  | Ольхи                | 7             | 6             | Островская волость   | Волковская волость                  | Волковская волость         |
| 408 | 72  | Павлово              | 3             | 6             | Островская волость   | Городищенская волость               | Городищенская волость      |
| 409 | 73  | Пискуны              | 1             | 10            | Островская волость   | Городищенская волость               | Городищенская волость      |
| 410 | 74  | Плодопитомник        | 57            | 56            | Островская волость   | Волковская волость                  | Волковская волость         |
| 411 | 75  | Погорелка            | 4             | 2             | Островская волость   | Волковская волость                  | Волковская волость         |
| 412 | 76  | Подберезкино         | 3             | 1             | Островская волость   | Волковская волость                  | Волковская волость         |
| 413 | 77  | Подберезье           | 4             | 2             | Островская волость   | Волковская волость                  | Волковская волость         |
| 414 | 78  | Подъяблонька         | 0             | 0             | Островская волость   | Городищенская волость               | Городищенская волость      |
| 415 | 79  | Полозы               | 11            | 5             | Островская волость   | Городищенская волость               | Городищенская волость      |
| 416 | 80  | Поляки               | 6             | 4             | Островская волость   | Городищенская волость               | Городищенская волость      |
| 417 | 81  | Пригон               | 3             | 0             | Островская волость   | Волковская волость                  | Волковская волость         |
| 418 | 82  | Протасьево           | 14            | 10            | Островская волость   | Волковская волость                  | Волковская волость         |
| 419 | 83  | Пыляи                | 1             | 0             | Островская волость   | Дуловская волость                   | Волковская волость         |
| 420 | 84  | Радухино             | 19            | 14            | Островская волость   | Волковская волость                  | Волковская волость         |
| 421 | 85  | Редкино              | 4             | 9             | Островская волость   | Волковская волость                  | Волковская волость         |
| 422 | 86  | Романово             | 8             | 7             | Островская волость   | Дуловская волость                   | Волковская волость         |
| 423 | 87  | Рублёво              | 13            | 14            | Островская волость   | Городищенская волость               | Городищенская волость      |
| 424 | 88  | Рудаки               | 3             | 3             | Островская волость   | Городищенская волость               | Городищенская волость      |
| 425 | 89  | Сачково              |               | 0             | Островская волость   | Городищенская волость               | Городищенская волость      |
| 426 | 90  | Свеклино             | 30            | 26            | Островская волость   | Городищенская волость               | Городищенская волость      |
| 427 | 91  | Сешкино              | 1             | 0             | Островская волость   | Дуловская волость                   | Волковская волость         |
| 428 | 92  | Синее Устье          | 11            | 12            | Островская волость   | Городищенская волость               | Городищенская волость      |
| 429 | 93  | Скоморохово          | 4             | 4             | Островская волость   | Дуловская волость                   | Волковская волость         |
| 430 | 94  | Скоморохово          | 6             | 6             | Островская волость   | Городищенская волость               | Городищенская волость      |
| 431 | 95  | Смехино              | 18            | 21            | Островская волость   | Городищенская волость               | Городищенская волость      |
| 432 | 96  | Снегири              | 3             | 3             | Островская волость   | Городищенская волость               | Городищенская волость      |
| 433 | 97  | Сопроново            | 1             | 0             | Островская волость   | Городищенская волость               | Городищенская волость      |
| 434 | 98  | Сосницы              | 7             | 4             | Островская волость   | Волковская волость                  | Волковская волость         |
| 435 | 99  | Стадник              | 35            | 21            | Островская волость   | Волковская волость                  | Волковская волость         |
| 436 | 100 | Столбово             | 0             | 0             | Островская волость   | Дуловская волость                   | Волковская волость         |
| 437 | 101 | Стрелецкое           | 8             | 5             | Островская волость   | Дуловская волость                   | Волковская волость         |
| 438 | 102 | Сухлово              | 12            | 13            | Островская волость   | Дуловская волость                   | Волковская волость         |
| 439 | 103 | Таделково            | 4             | 2             | Островская волость   | Дуловская волость                   | Волковская волость         |
| 440 | 104 | Таланы               |               | 0             | Островская волость   | Городищенская волость               | Городищенская волость      |
| 441 | 105 | Тараканово           | 4             | 5             | Островская волость   | Волковская волость                  | Волковская волость         |
| 442 | 106 | Тарасово             | 1             | 3             | Островская волость   | Городищенская волость               | Городищенская волость      |
| 443 | 107 | Телегино             | 3             | 2             | Островская волость   | Дуловская волость                   | Волковская волость         |
| 444 | 108 | Уласково             | 2             | 0             | Островская волость   | Дуловская волость                   | Волковская волость         |
| 445 | 109 | Уласово              | 0             | 0             | Островская волость   | Волковская волость                  | Волковская волость         |
| 446 | 110 | Улеха                | 1             | 0             | Островская волость   | Волковская волость                  | Волковская волость         |
| 447 | 111 | Усадище              | 2             | 1             | Островская волость   | Дуловская волость                   | Волковская волость         |
| 448 | 112 | Усадище              | 10            | 7             | Островская волость   | Городищенская волость               | Городищенская волость      |
| 449 | 113 | Фролёво              | 0             | 0             | Островская волость   | Городищенская волость               | Городищенская волость      |
| 450 | 114 | Хомутинино           | 0             | 0             | Островская волость   | Волковская волость                  | Волковская волость         |
| 451 | 115 | Чертовидово          | 22            | 13            | Островская волость   | Городищенская волость               | Городищенская волость      |
| 452 | 116 | Шатуново             | 6             | 4             | Островская волость   | Волковская волость                  | Волковская волость         |
| 453 | 117 | Шашки                | 21            | 23            | Островская волость   | Городищенская волость               | Городищенская волость      |
| 454 | 118 | Шенихово             | 16            | 9             | Островская волость   | Городищенская волость               | Городищенская волость      |
| 455 | 119 | Шипулинка            | 8             | 3             | Островская волость   | Городищенская волость               | Городищенская волость      |
| 456 | 120 | Шишелово             | 2             | 3             | Островская волость   | Городищенская волость               | Городищенская волость      |
| 457 | 121 | Шмойлы               | 27            | 27            | Островская волость   | Городищенская волость               | Городищенская волость      |
| 458 | 122 | Юшково               | 6             | 0             | Островская волость   | Городищенская волость               | Городищенская волость      |